# Synbranchus madeirae
Synbranchus madeirae es una de las especies que integran el género de peces Synbranchiformes de agua dulce Synbranchus, cuyos integrantes son denominados comúnmente anguilas criollas o anguilas de lodo, si bien no están relacionadas con las anguilas de río del hemisferio norte, con las cuales solo comparte su forma anguiliforme. Habita en ambientes acuáticos tropicales en el centro-norte de Sudamérica. 

## Taxonomía
Descripción original
Esta especie fue descrita originalmente en el año 1972 por los ictiólogos Donn Eric Rosen y Avis Rumney.
Etimología
Etimológicamente, el término genérico Synbranchus se construye con palabras en el idioma griego, en donde: syn, symphysis significa ‘expandido junto’ y brangchia es ‘branquias’. El epíteto específico madeirae es un topónimo que refiere al lugar geográfico donde se encontró por primera vez este pez, en la porción superior de la cuenca del río Madeira, en Bolivia.

## Características generales
Synbranchus madeirae puede distinguirse de S. marmoratus, especie que también vive en la misma región, por rasgos anatómicos, merísticos y cromáticos.
S. madeirae presenta un patrón de coloración caracterizado por un fondo gris claro, sobre el que se dispone una banda ancha y pálida en el medio, bordeada por delgadas líneas oscuras y una serie de manchas blanquecinas; el pedúnculo caudal representa el 35 al 37 % del total de la longitud; las espinas neurales de la región abdominal son largas y delgadas, más largas que la distancia entre dos espinas sucesivas; los huesos parietales son anteriormente de forma redondeada; arterias branquiales eferentes (dorsales) supernumerarias en los dos primeros arcos branquiales que desembocan en un seno mediano dentro del epitelio bucofaríngeo. Citogenéticamente, S. madeirae posee 2n = 46 cromosomas (6 m + 2st + 38a, NF = 52).
Es una especie de hábitos nocturnos, que tiene la capacidad de respirar el oxígeno directamente de la atmósfera, lo cual le permite sobrevivir en biotopos con muy bajos niveles de oxígeno disuelto en el agua.  Es un pez predador, que habita en el lecho lodoso. Alcanza una longitud de hasta 141 cm.

## Distribución geográfica
Synbranchus madeirae parece ser un endemismo de la cuenca del río Madeira, perteneciente a la hoya hidrográfica amazónica, en Bolivia, Brasil y el Perú.